# Anastasios Soulis
Anastasios "Stasse" Soulis es un actor sueco, más conocido por haber interpretado a Felix Rydell en las películas de Johan Falk. 

## Biografía
Es hijo de Georgios Soulis y Katariina Nerg. Habla con fluidez sueco, griego, finlandés e inglés.
Anastasios sale con Josefin Owe.

## Carrera
En el 2009 apareció por primera vez como el gánster Felix Rydell, el hermano menor del gánster e informante de la policía Seth Rydell (Jens Hultén) en las series de películas de Johan Falk: Johan Falk: GSI - Gruppen för särskilda insatser. Papel que interpretó nuevamente ese mismo año en las películas Johan Falk: Vapenbröder y Johan Falk: National Target.
En marzo del 2007 apareció en el programa "Klick!".
En el 2012 Anastasios volvió a interpretar a Fydell, ahora en las películas Johan Falk: Spelets regler, Johan Falk: De 107 patrioterna, Johan Falk: Alla råns moder, Johan Falk: Organizatsija Karayan y finalmente en Johan Falk: Barninfiltratören luego de que su personaje fuera asesinado.
En el 2014 apareció en la miniserie Viva Hate donde dio vida a Tommy.
Ese mismo año dio vida a varios personajes, entre ellos al capitán Sweden en la serie Partaj.

## Filmografía[1]

### Películas
| Año  | Título                                         | Personaje    | Notas                                                                                              |
| ---- | ---------------------------------------------- | ------------ | -------------------------------------------------------------------------------------------------- |
| 2017 | Gråzon                                         | Max          | corto - junto a Shanti Roney, Erik Bolin, Peter Eggers, Anki Larsson y Fredrik Wagner              |
| 2013 | Tragedi på en lantkyrkogård                    | Mårten       | junto a Tuva Novotny, Linus Wahlgren, Ola Rapace, Reuben Sallmander y Katia Winter                 |
| 2012 | Johan Falk: Barninfiltratören                  | Felix Rydell | junto a Jakob Eklund, Joel Kinnaman, Jens Hultén, Meliz Karlge, Mikael Tornving y Mårten Svedberg  |
| 2012 | Johan Falk: Organizatsija Karayan              | Felix Rydell | junto a Jakob Eklund, Joel Kinnaman, Jens Hultén, Meliz Karlge, Mikael Tornving y Mårten Svedberg  |
| 2012 | Johan Falk: Alla råns moder                    | Felix Rydell | junto a Jakob Eklund, Joel Kinnaman, Jens Hultén, Meliz Karlge, Mikael Tornving y Mårten Svedberg  |
| 2012 | Johan Falk: De 107 patrioterna                 | Felix Rydell | junto a Jakob Eklund, Joel Kinnaman, Jens Hultén, Meliz Karlge y Mikael Tornving                   |
| 2012 | Johan Falk: Spelets regler                     | Felix Rydell | junto a Jakob Eklund, Joel Kinnaman, Jens Hultén, Meliz Karlge, Mikael Tornving y Mårten Svedberg  |
| 2009 | Johan Falk: National Target                    | Felix Rydell | junto a Jakob Eklund, Joel Kinnaman, Jens Hultén, Meliz Karlge, Mikael Tornving y Jaqueline Ramel  |
| 2009 | Johan Falk: Vapenbröder                        | Felix Rydell | junto a Jakob Eklund, Joel Kinnaman, Jens Hultén, Meliz Karlge, Martin Wallström y Mikael Tornving |
| 2009 | Johan Falk: GSI-Gruppen för särskilda insatser | Felix Rydell | junto a Jakob Eklund, Joel Kinnaman, Jens Hultén, Meliz Karlge, Martin Wallström y Henrik Norlén   |

### Series de televisión
| Año         | Título            | Personaje         | Notas                        |
| ----------- | ----------------- | ----------------- | ---------------------------- |
| 2018        | Lykkeland         | Frank Lawson      | 5 episodios                  |
| 2016 - 2017 | Gåsmamman         | Zac               | 18 episodios                 |
| 2016        | Jävla klåpare     | Marre             | 10 episodios                 |
| 2014        | Viva Hate         | Tommy             | 3 episodios - miniserie      |
| 2014        | Partaj            | Varios Personajes | 6 episodios                  |
| 2013        | Elsas Värld       | Arash             | 8 episodios                  |
| 2010        | Maria Wern        | Loke              | 2 episodios                  |
| 2009        | De halvt dolda    | Axel              | 4 episodios - miniserie      |
| 2007        | Beck              | Fabian Bronér     | episodio "Det tysta skriket" |
| 2005        | Livet enligt Rosa | Amigo de Pamela   | episodio "Del 2"             |
| 2002        | Det brinner!      | Christoffer       | 2 episodios - miniserie      |

## Premios y nominaciones
| Año  | Categoría         | Premio                        | Nominado          | Resultado |
| ---- | ----------------- | ----------------------------- | ----------------- | --------- |
| 2009 | Rising Star Award | Stockholm Film Festival Award | -                 | Ganador   |
| 2007 | Best Actor        | Guldbagge Award               | Underbara älskade | Nominado  |